# UnixWare
UnixWare, là một hệ điều hành thương mại thuộc họ Unix cho các kiến trúc Intel x86, dựa trên System V R4.2 (sau này là System V R5) và hiện đang được SCO Group phát triển. Hôm nay (tháng 11 năm 2009) là phiên bản 7.1.4 MP4 và tương thích với hầu hết các ứng dụng miễn phí Unix cổ điển (Apache, Squid, v.v.)
Nó ban đầu được phát triển bởi Univel (đã bán nó vào năm 1991-1993), sau khi mua lại liên tiếp, nó được chuyển qua tay Novell (1993-1995), Santa Cruz Operation (1995-2001), cho đến khi nó đến Caldera Systems (công ty hiện đang được gọi là SCO). SCO UnixWare® 7 Definitive 2018 là phiên bản mới nhất của Xinuos, hệ điều hành UNIX® hiện đại. Đây là hệ điều hành hoàn thiện và đã được chứng minh để hỗ trợ dòng ứng dụng kinh doanh quan trọng nhất của bạn, nhưng vẫn có giá cả phải chăng để lưu trữ tất cả các nhu cầu máy tính. Nó hỗ trợ các nền tảng và thiết bị ngoại vi phần cứng tiêu chuẩn công nghiệp mới nhất và thậm chí còn chứa nhiều tính năng hiệu suất, khả năng mở rộng và độ tin cậy cao hơn mà bạn mong đợi từ UnixWare. Là một phần thưởng bổ sung, các cấu hình mặc định của các phiên bản phổ biến nhất đã được điều chỉnh để cung cấp nhiều giá trị hơn cho tiền của bạn. Các bản cài đặt mới của SCO UnixWare® 7 Definitive 2018 cũng như nâng cấp ngay lập tức được hưởng lợi từ giá trị bổ sung trong SCO UnixWare® 7 Definitive 2018.